# Kulubalık, Havsa
Kulubalık là một xã thuộc huyện Havsa, tỉnh Edirne, Thổ Nhĩ Kỳ. Dân số thời điểm năm 2011 là 241 người.